# مهناز میرزایی
مهناز میرزایی (زاده ۱۳۵۹ کرمان) نخستین وتنهاترین زن معدن کار ایرانی است. وی دانش‌آموخته کارشناسی مهندسی معدن دانشگاه شهید باهنر کرمان است. میرزایی نخستین بار کار خود را در معدن خصوصی زغال‌سنگ سراپرده و در سال ۱۳۸۴ آغاز کرد. وی هم‌اکنون ریاست معدن زغال‌سنگ سراپرده را بر عهده دارد.